# José Trujillo Lanuza
José Trujillo y Lanuza (siglo XIX-1910) fue un político español, alcalde de Cáceres y senador en las Cortes de la Restauración.

## Biografía
Hijo de José Trujillo, natural de Badajoz, y de Matilde Lanuza, fue alcalde de Cáceres en un par de ocasiones en la década de 1890, además de gobernador civil de la provincia de Málaga y senador por la provincia de Cáceres.  Contrajo matrimonio con Catalina Crehuet, hermana de Diego María Crehuet, y fue padre de Florencio, Gonzalo y Tomás Trujillo y Crehuet. Liberal, representante de la política de José Canalejas en la provincia y amigo de Luis de Armiñán, falleció, joven aún, en Cáceres el 13 de septiembre de 1910. Su acta de senador pasó tras su deceso a manos de Diego de los Ríos.